# E-8 조인트스타스

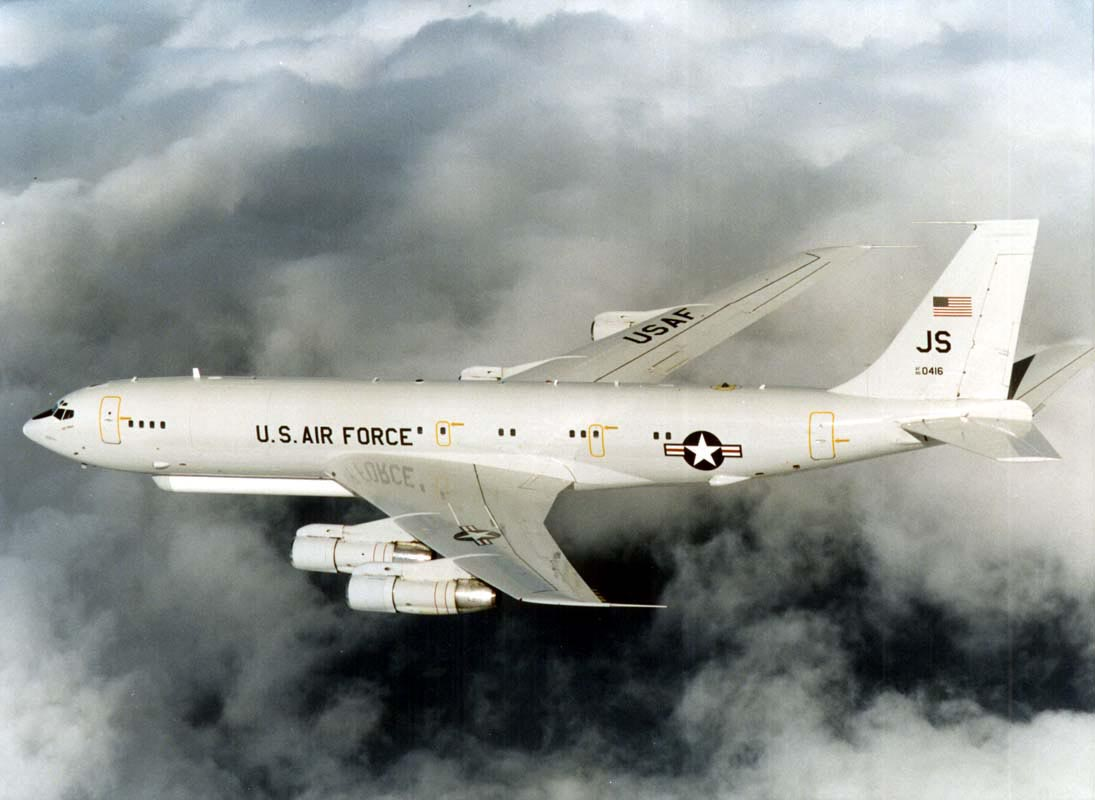
USAF E-8C Joint STARS

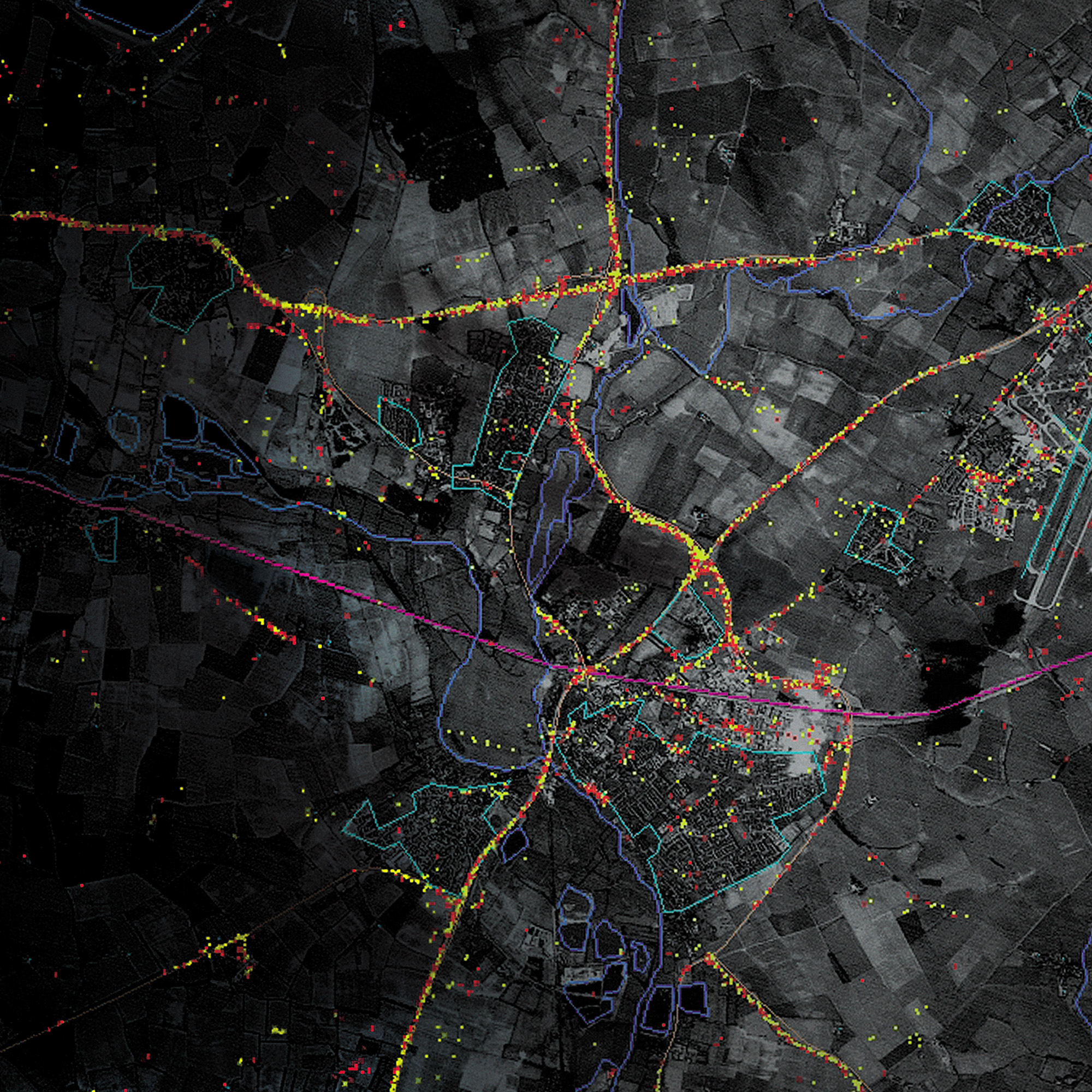
조인트스타즈의 GMTI(Ground Moving Target Indicator) 레이다 영상. 지상의 이동목표물을 탐지, 식별하는 레이다이다.

E-8 조인트스타스(E-8 Joint STARS)는 미국 육군과 미국 공군이 함께 개발한, 지상감시 및 전장관리를 임무로 하는 조기경보통제기이다. 보잉 707을 정찰기로 개조했다.

## 사용
1991년 걸프전의 사막의 폭풍 작전에서, Albert J. Verderosa의 지휘하에, 아직 개발중인 E-8A 조인트스타즈가 사용되었다. 당시 조인트스타즈는 탱크, 스커드 미사일 등 이동하는 이라크군을 정확하게 추적했다. 실험기였지만, 49번의 전투 출격을 하였고, 500 전투 시간 이상을 작전수행했으며, 100%의 임무완수율을 보였다.
실험기는 나토의 평화유지 임무에도 사용되었다. 1995년 12월의 오퍼레이션 조인트 엔데버에서, 아군 상공을 비행하면서 평화유지 임무를 수행하였다. 95회의 출격과 1000 비행시간 이상을 기록했고, 98%의 임무완수율을 보였다.

## 파생형
- E-8A - 최초 플랫폼[1]
- TE-8A - 작전용 장비가 제거된, 훈련기[1]
- E-8C - 조인트 스타즈 플랫폼[1]

## 레이다
조인트스타즈의 기수 아랫부분에 설치된 AN/APY-3 레이다는 GMTI 모드를 사용하여, 250 km 이상의 탐지거리를 갖는다. 600개의 이동중인 목표물을 탐지할 수 있다.

## 대한민국
주한미군은 수시로 한국에 E-8 지상감시 정찰기를 배치하고 있다. 2000년 5월, 한국의 정보통신부는 E-8 지상감시 정찰기를 위한 주파수 사용을 허락했다.
미군은 2012년 3월 26일부터 열리는 핵안보정상회의 기간에 조인트스타스를 투입하기로 했다.
2017년 11월, 킬 체인을 위해서는 북한의 이동식 미사일 발사대 추적이 필요하며, 이를 위해 한국은 조인트스타스 도입을 고려중이다.
2017년 12월, 군 당국이 미국의 지상감시 특수정찰기인 조인트스타스(JSTARS)를 2022년까지 도입 배치하기로 방침을 정한 것으로 알려졌다. 2022년까지 4대의 E-8 조인트스타스를 도입할 예정이라고 한다.

## 제원
일반 특성
- 승무원: 4명의 조종사, 15명의 공군 관제사, 3명의 육군 관제사
- 길이: 152 ft 11 in (46.6 m)
- 날개폭: 145 ft 9 in (44.4 m)
- 높이: 42 ft 6 in (13 m)
- 최대이륙중량: 336,000 lb (152,409 kg)
- 엔진: 4× Pratt & Whitney TF33-102C turbofan engines, 19,200 lbf (85 kN) each

성능
- 비행지속시간: 공중급유를 하지 않고서 9시간
- 순항속도: 390 - 510 knots (722 - 945 km/h), (Mach 0.52 - 0.65)
- 운용고도: 42,000 ft (12,802 m)

항법장비
- AN/APY-7 레이다
- 12 x ARC-164 UHF 무전기
- 2 x en:AN/ARC-190 HF 무전기
- 3 x VHF 무전기